# Turnpike Lane
Turnpike Lane – stacja metra londyńskiego na linii Piccadilly, położona na terenie London Borough of Haringey w północnej części miasta. Została otwarta w 1932 roku, jej głównym projektantem był modernistyczny architekt Charles Holden. W 2009 roku skorzystało z niej ok. 9,62 mln pasażerów. Należy do trzeciej strefy biletowej. 

## Galeria

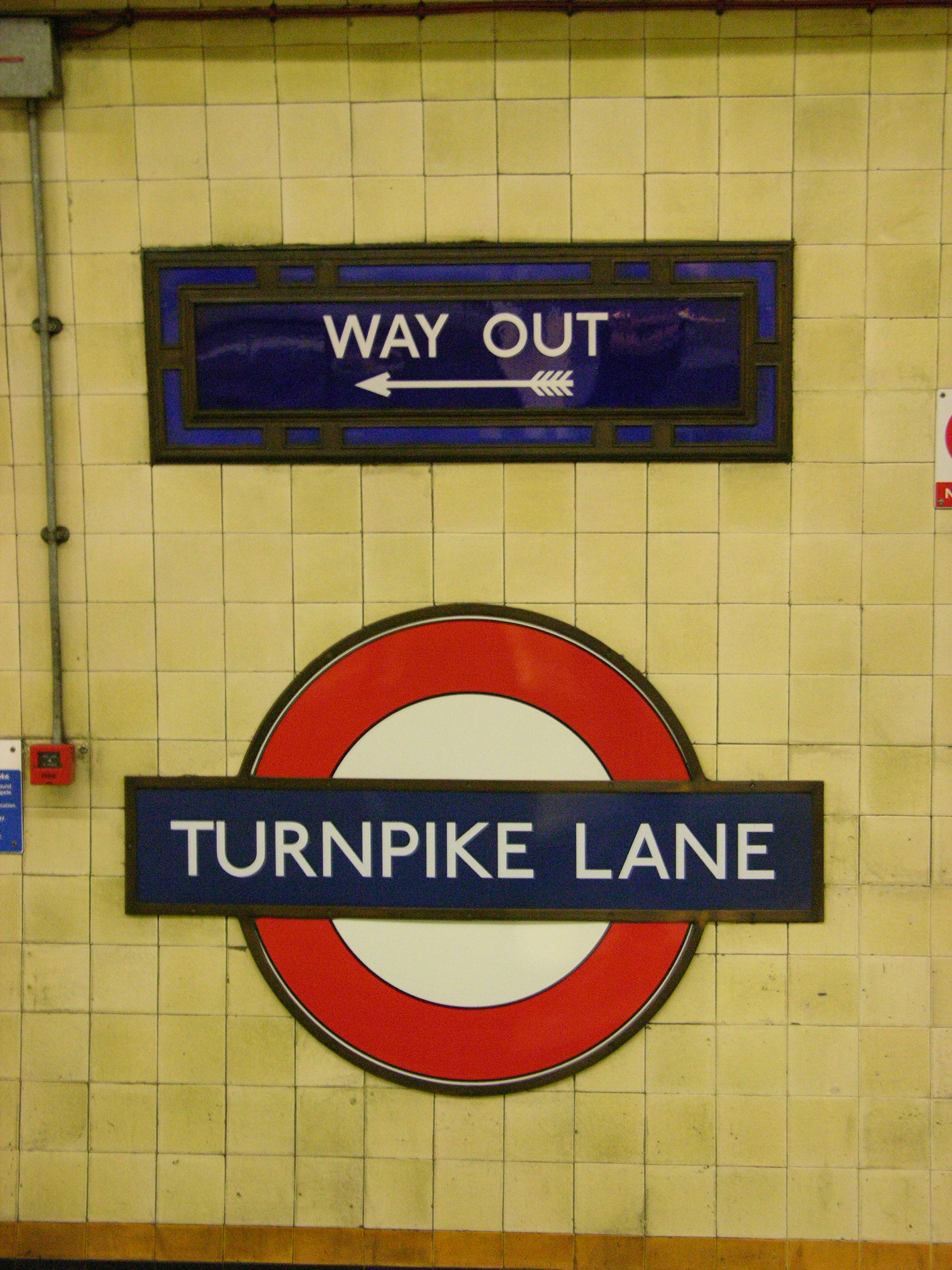
Logo stacji
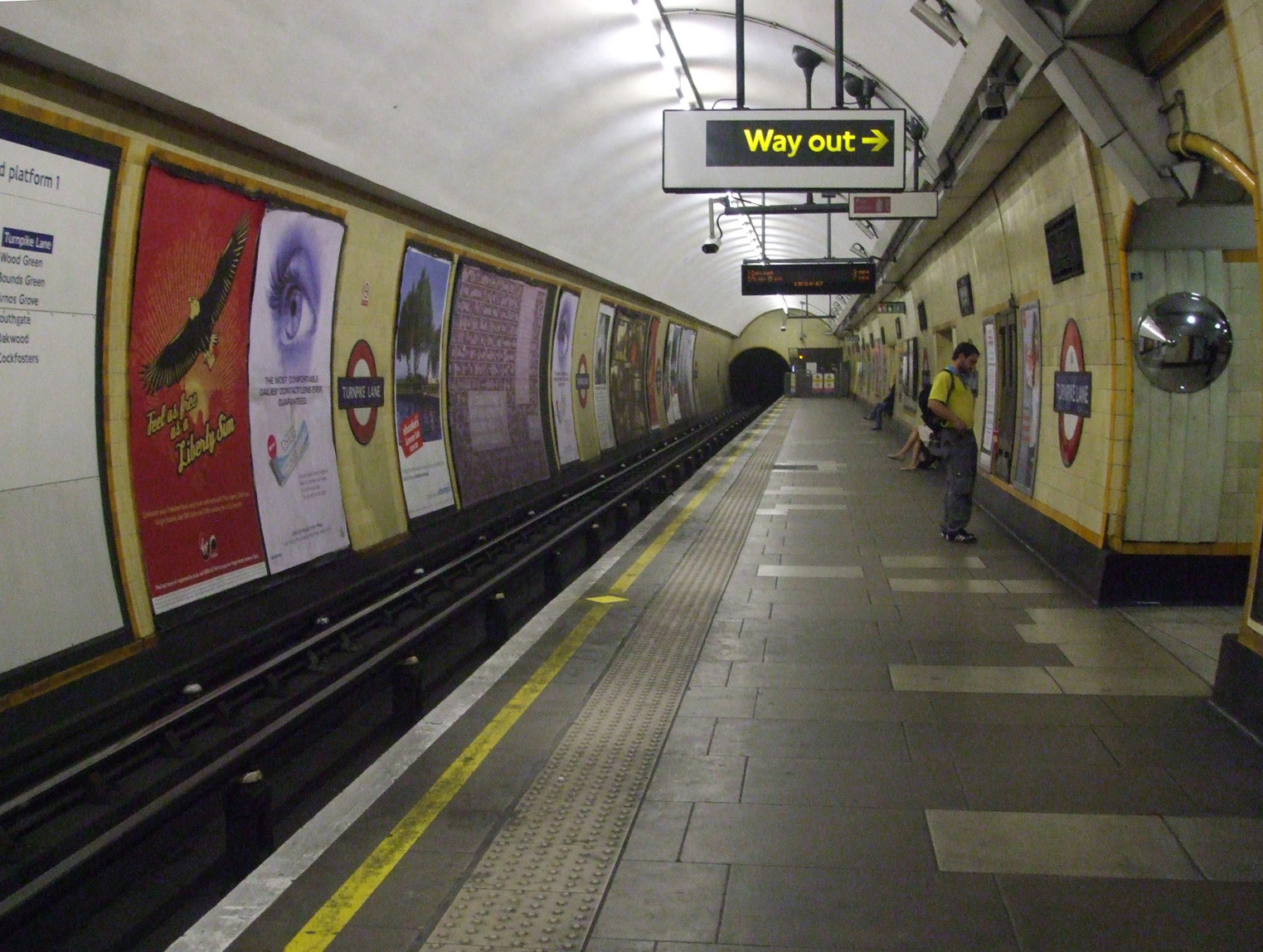
Jeden z peronów
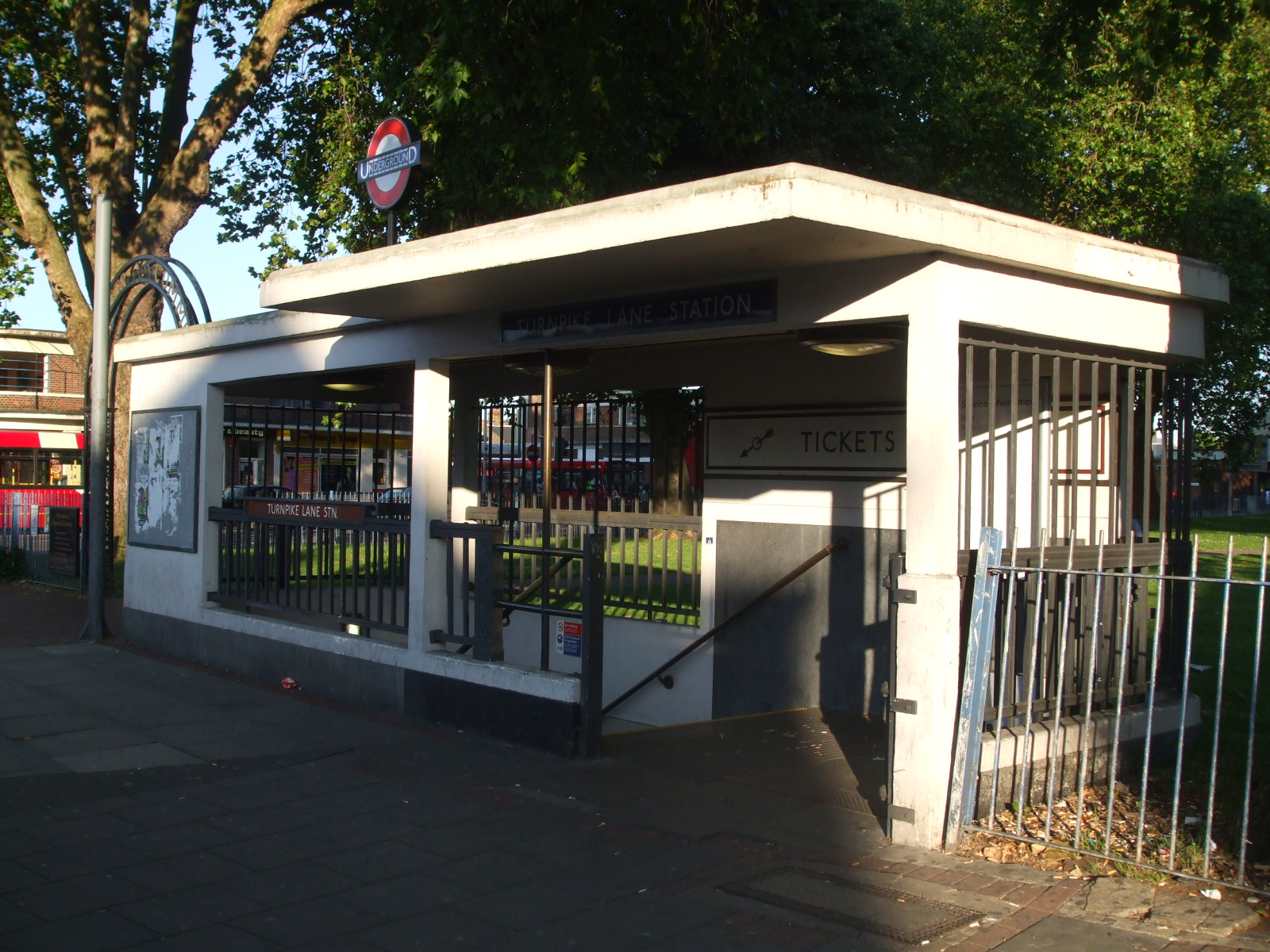
Jedno z wejść na stację
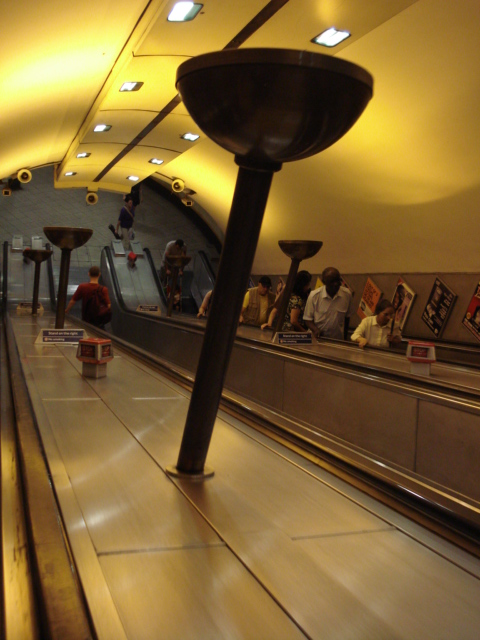
Schody ruchome na stacji